# Professor Visdomstand fortæller
|  | Denne artikel er oprettet af botten Steenthbot ud fra en ekstern database. Den kan derfor have sproglige fejl eller mangler. Denne skabelon kan fjernes efter kontrol af indholdet. |

Professor Visdomstand fortæller er en dansk undervisningsfilm fra 1969 instrueret af Kurt Hesselgren og Aksel Madsen og efter manuskript af Kurt Hesselgren, Aksel Madsen, Hilda Madsen og Kirsten Hesselgren.

## Handling
Professor Visdomstand optræder på scenen i et dukketeater, hvor han begynder at fortælle en historie. Så går tæppet, og resten af historien bliver spillet af børn, så man både kan høre og se, at den handler om to børnefamilier, som har forskellige spisevaner. De to huse, de bor i, har navn efter det, børnene helst vil spise. Det ene hedder "Slikhuset" og det andet "Kærnehuset". Man kan tydeligt se på de to børnefamiliers tænder, hvem af dem, der får den sundeste mad.